# Tom Dillmann
Tom Aston Dillmann (Mulhouse, Francia; 6 de abril de 1989) es un piloto de automovilismo francés, conocido por haber ganado el Campeonato Alemán de Fórmula 3 2010.

## Carrera

### GP3 Series
En marzo de 2011, Dillmann se unió al equipo Carlin para la temporada 2011. En la primera ronda de la temporada, en Estambul, Dillmann logró la Pole position para la primera carrera. Dillmann hizo un mal comienzo de la carrera, pero finalmente terminó la carrera en tercera posición. Tras el evento sin embargo, Dillmann fue despedido por el equipo; en los tests a mediado de temporada en Hungaroring, Dillmann se unió a la escudería Addax Team en la tercera ronda de la temporada, en Valencia. Dillmann finalizó en los puntos tres carreras y finalizó la temporada en el décimo cuarto lugar en el campeonato de pilotos. Terminó las dos carreras en los puntos

### GP2 Series
Tras el final de la temporada 2011 de GP3 Series, Dillmann probó un monoplaza de GP2 Series para el equipo iSport International, durante la postemporada en Jerez y Cataluña. Sus actuaciones le permitieron unirse al equipo para La Final de GP2 celebrada en el circuito de Yas Marina, en apoyo al Gran Premio de Abu Dabi de 2011. Finalizó las dos carreras en los puntos, ya que obtuvo un sexto puesto en la primera carrera ante un tercer puesto en la segunda. Sus resultados fueron los segundos mejores por un graduado de GP3, después de James Calado, y Dillmann ganó €10,000 por el suministrador de neumáticos Pirelli. Después de probar para Ocean Racing Technology y Rapax Team durante la pretemporada, Dillmann se unió a Rapax antes del evento inaugural de la temporada en Sepang. Obtuvo su primera victoria en la carrera corta de la tercera ronda del campeonato, que se celebró en Baréin. Luego de no poder puntuar en las siguientes seis carreras, perdió su asiento a Daniël de Jong en la ronda de Silverstone. Regresó a competir para la próxima ronda en Hockenheimring, sin embargo, como De Jong estaba compitiendo en un evento del Auto GP en Brasil pero luego lo perdió de nuevo para la siguiente ronda de Hungría debido a problemas presupuestarios. Terminó la temporada en la decimoquinta posición; el piloto mejor clasificado, que no corrió la temporada completa.

## Resumen de carrera
| Temporada | Categoría                                              | Equipo                                     | Carreras     | Victorias    | Poles        | VR           | Podios       | Puntos       | Pos.         |
| --------- | ------------------------------------------------------ | ------------------------------------------ | ------------ | ------------ | ------------ | ------------ | ------------ | ------------ | ------------ |
| 2004      | Formula Renault 1.6 Bélgica                            | Tom Team                                   | 14           | 1            | 0            | 2            | 2            | 147          | 5.º          |
| 2004      | Fórmula Renault Monza                                  | Tom Team                                   | 4            | 0            | 0            | 0            | 0            | 28           | 14.º         |
| 2004      | Formula Junior 1600 Spain                              | Tom Team                                   | 2            | 0            | 0            | 0            | 1            | 0            | NC†          |
| 2005      | Eurocopa de Fórmula Renault 2.0                        | SG Formula                                 | 10           | 0            | 0            | 0            | 0            | 0            | 37.º         |
| 2005      | Eurocopa de Fórmula Renault 2.0                        | Cram Competition                           | 10           | 0            | 0            | 0            | 0            | 0            | 37.º         |
| 2005      | Campeonato de Francia de Fórmula Renault 2.0           | MC Racing                                  | 5            | 0            | 0            | 0            | 0            | 0            | 30.º         |
| 2006      | Eurocopa de Fórmula Renault 2.0                        | SG Formula                                 | 14           | 0            | 0            | 2            | 3            | 61           | 8.º          |
| 2006      | Campeonato de Francia de Fórmula Renault 2.0           | SG Formula                                 | 9            | 2            | 1            | 2            | 2            | 34           | 10.º         |
| 2007      | Fórmula 3 Euroseries                                   | ASM Formule 3                              | 18           | 0            | 0            | 0            | 3            | 23           | 9.º          |
| 2007      | Masters de Fórmula 3                                   | ASM Formule 3                              | 1            | 0            | 0            | 0            | 0            | N/A          | NC           |
| 2008      | Fórmula 3 Euroseries                                   | SG Formula                                 | 8            | 0            | 0            | 0            | 1            | 8            | 18.º         |
| 2008      | Fórmula 3 Euroseries                                   | Jo Zeller Racing                           | 8            | 0            | 0            | 0            | 1            | 8            | 18.º         |
| 2008      | Campeonato de Italia de Fórmula 3                      | Europa Corse                               | 6            | 0            | 0            | 1            | 4            | 29           | 7.º          |
| 2008      | Masters de Fórmula 3                                   | Jo Zeller Racing                           | 1            | 0            | 0            | 0            | 0            | N/A          | 16.º         |
| 2009      | Fórmula 3 Euroseries                                   | HBR Motorsport                             | 8            | 0            | 0            | 0            | 0            | 0            | 30.º         |
| 2009      | Fórmula 3 Euroseries                                   | Prema Powerteam                            | 8            | 0            | 0            | 0            | 0            | 0            | 30.º         |
| 2009      | Campeonato de Alemania de Fórmula 3                    | Neuhauser Racing                           | 6            | 3            | 3            | 2            | 5            | 49           | 6.º          |
| 2010      | Campeonato de Italia de Fórmula 3                      | Scuderia Victoria                          | 5            | 0            | 0            | 1            | 1            | 22           | 13º          |
| 2010      | Campeonato de Italia de Fórmula 3                      | EuroInternational                          | 5            | 0            | 0            | 1            | 1            | 22           | 13º          |
| 2010      | Campeonato de Alemania de Fórmula 3                    | HS Technik                                 | 18           | 6            | 7            | 10           | 9            | 120          | 1.º          |
| 2011      | GP3 Series                                             | Carlin                                     | 14           | 0            | 1            | 0            | 1            | 15           | 14.º         |
| 2011      | GP3 Series                                             | Addax Team                                 | 14           | 0            | 1            | 0            | 1            | 15           | 14.º         |
| 2011      | Fórmula 3 Euroseries                                   | Carlin                                     | 6            | 0            | 0            | 0            | 1            | 0            | NC†          |
| 2011      | Fórmula 3 Euroseries                                   | Motopark                                   | 6            | 0            | 0            | 0            | 1            | 0            | NC†          |
| 2011      | Trofeo Internacional de Fórmula 3 de la FIA            | Carlin                                     | 3            | 0            | 0            | 0            | 0            | 0            | NC†          |
| 2011      | Trofeo Internacional de Fórmula 3 de la FIA            | Motopark                                   | 3            | 0            | 0            | 0            | 0            | 0            | NC†          |
| 2011      | GP2 Final                                              | iSport International                       | 2            | 0            | 0            | 0            | 1            | 7            | 6.º          |
| 2011      | Campeonato de Alemania de Fórmula 3                    | STROMOS Artline                            | 2            | 0            | 0            | 0            | 0            | 0            | NC           |
| 2011      | Trofeo del Campeonato de Alemania de Fórmula 3         | STROMOS Artline                            | 2            | 1            | 2            | 2            | 2            | 16           | 5.º          |
| 2012      | GP2 Series                                             | Rapax                                      | 14           | 1            | 0            | 0            | 1            | 29           | 15.º         |
| 2013      | GP2 Series                                             | Russian Time                               | 22           | 0            | 1            | 2            | 2            | 92           | 10.º         |
| 2014      | GP2 Series                                             | Arden International                        | 2            | 0            | 0            | 0            | 1            | 18           | 19.º         |
| 2014      | GP2 Series                                             | EQ8 Caterham Racing                        | 6            | 0            | 0            | 1            | 0            | 18           | 19.º         |
| 2014      | Porsche Supercup                                       | Lechner Racing Team                        | 1            | 0            | 0            | 0            | 0            | 0            | NC†          |
| 2015      | Fórmula Renault 3.5 Series                             | Jagonya Ayam with Carlin                   | 17           | 0            | 1            | 1            | 2            | 122          | 7.º          |
| 2015      | Campeonato Mundial de Resistencia de la FIA - LMP2     | Signatech Alpine                           | 2            | 1            | 1            | 0            | 1            | 38           | 13.º         |
| 2015      | ADAC GT Masters                                        | Bentley Team HTP                           | 4            | 0            | 1            | 0            | 0            | 17           | 30.º         |
| 2015      | Blancpain Sprint Series - Silver                       | Bentley Team HTP                           | 2            | 2            | 1            | 2            | 2            | 34           | 6.º          |
| 2016      | Fórmula V8 3.5 Series                                  | AVF                                        | 18           | 2            | 5            | 2            | 10           | 237          | 1.º          |
| 2016      | Campeonato Mundial de Resistencia de la FIA - LMP2     | Extreme Speed Motorsports                  | 1            | 0            | 0            | 0            | 0            | 10           | 27.º         |
| 2016-17   | Fórmula E                                              | Venturi Grand Prix                         | 7            | 0            | 0            | 0            | 0            | 12           | 19.º         |
| 2017      | Blancpain GT Series Sprint Cup                         | GRT Grasser Racing Team                    | 2            | 0            | 0            | 0            | 0            | 0            | NC           |
| 2017      | Blancpain GT Series Endurance Cup                      | GRT Grasser Racing Team                    | 1            | 0            | 0            | 0            | 0            | 0            | NC           |
| 2017-18   | Fórmula E                                              | Venturi Formula E Team                     | 3            | 0            | 0            | 0            | 0            | 12           | 18.º         |
| 2018      | Campeonato de Super Fórmula Japonesa                   | UOMO Sunoco Team LeMans                    | 5            | 0            | 0            | 0            | 0            | 5            | 14.º         |
| 2018      | 24 Horas de Le Mans - LMP1                             | ByKolles Racing Team                       |              |              |              |              |              |              | DNF          |
| 2018-19   | Fórmula E                                              | NIO Formula E Team                         | 13           | 0            | 0            | 1            | 0            | 0            | 23.º         |
| 2018-19   | Campeonato Mundial de Resistencia de la FIA - LMP1     | ByKolles Racing Team                       | 7            | 0            | 0            | 0            | 0            | 22.5         | 17.º         |
| 2019-20   | Campeonato Mundial de Resistencia de la FIA - LMP1     | ByKolles Racing Team                       | 2            | 0            | 0            | 0            | 0            | 0            | NC†          |
| 2021      | Michelin Le Mans Cup - LMP3                            | Mühlner Motorsport                         | 1            | 0            | 0            | 0            | 0            | 1            | 36.º         |
| 2022      | Michelin Le Mans Cup - LMP3                            | Racing Spirit of Léman                     | 7            | 3            | 1            | 3            | 5            | 97           | 1.º          |
| 2023      | Campeonato Mundial de Resistencia de la FIA - Hypercar | Floyd Vanwall Racing Team                  | 4            | 0            | 0            | 0            | 0            | 6            | 17.º         |
| 2023-24   | Asian Le Mans Series - LMP2                            | DKR Engineering                            | 5            | 0            | 0            | 0            | 2            | 62           | 5.º          |
| 2024      | European Le Mans Series - LMP2                         | Inter Europol Competition                  | 6            | 1            | 0            | 0            | 2            | 81           | 2.º          |
| 2024      | IMSA SportsCar Championship - LMP2                     | Inter Europol by PR1/Mathiasen Motorsports | 7            | 1            | 1            | 1            | 3            | 2227         | 1.º          |
| 2025      | IMSA SportsCar Championship - LMP2                     | Inter Europol Competition                  | Disputándose | Disputándose | Disputándose | Disputándose | Disputándose | Disputándose | Disputándose |
| 2025      | European Le Mans Series - LMP2                         | Inter Europol Competition                  | Disputándose | Disputándose | Disputándose | Disputándose | Disputándose | Disputándose | Disputándose |
| 2025      | 24 Horas de Le Mans - LMP2                             | Inter Europol Competition                  | 1            | 1            | 0            | 0            | 1            | N/A          | 1.º          |
| 2025      | Nürburgring Langstrecken-Serie - BMW M240i             | PTerting Sports by Up2Race                 | Disputándose | Disputándose | Disputándose | Disputándose | Disputándose | Disputándose | Disputándose |
| Fuente:   |                                                        |                                            |              |              |              |              |              |              |              |

- † Dillmann era un piloto invitado no apto para puntuar.

## Resultados

### GP3 Series
(Clave) (negrita indica pole position) (cursiva indica vuelta rápida puntuable)

| Año  | Escudería  | 1   | 1   | 2   | 2   | 3   | 3   | 4   | 4   | 5   | 5   | 6   | 6   | 7   | 7   | 8   | 8   | Pos. | Puntos | Ref.   |
| ---- | ---------- | --- | --- | --- | --- | --- | --- | --- | --- | --- | --- | --- | --- | --- | --- | --- | --- | ---- | ------ | ------ |
| 2011 |            | EST | EST | BAR | BAR | VAL | VAL | SIL | SIL | NÜR | NÜR | BUD | BUD | SPA | SPA | MNZ | MNZ | 14.º | 15     | [ 12 ] |
| 2011 | Carlin     | 3   | 9   |     |     |     |     |     |     |     |     |     |     |     |     |     |     | 14.º | 15     | [ 12 ] |
| 2011 | Addax Team |     |     |     |     | 20  | Ret | Ret | 25† | 22  | 5   | 7   | 22  | 6   | Ret | Ret | 9   | 14.º | 15     | [ 12 ] |

### GP2 Series
(Clave) (negrita indica pole position) (cursiva indica vuelta rápida puntuable)

| Año  | Escudería           | 1   | 1   | 2   | 2   | 3   | 3   | 4   | 4   | 5   | 5   | 6   | 6   | 7   | 7   | 8   | 8   | 9   | 9   | 10  | 10  | 11  | 11  | 12  | 12  | Pos. | Puntos | Ref.   |
| ---- | ------------------- | --- | --- | --- | --- | --- | --- | --- | --- | --- | --- | --- | --- | --- | --- | --- | --- | --- | --- | --- | --- | --- | --- | --- | --- | ---- | ------ | ------ |
| 2012 | Rapax               | KUA | KUA | SAK | SAK | SAK | SAK | BAR | BAR | MON | MON | VAL | VAL | SIL | SIL | HOC | HOC | BUD | BUD | SPA | SPA | MNZ | MNZ | SIN | SIN | 15.º | 29     | [ 13 ] |
| 2012 | Rapax               | 18  | 11  | 6   | 10  | 8   | 1   | 22  | 12  | 11  | Ret | Ret | 12  |     |     | 9   | Ret |     |     |     |     |     |     |     |     | 15.º | 29     | [ 13 ] |
| 2013 | RUSSIAN TIME        | KUA | KUA | SAK | SAK | BAR | BAR | MON | MON | SIL | SIL | NÜR | NÜR | BUD | BUD | SPA | SPA | MNZ | MNZ | SIN | SIN | YMC | YMC |     |     | 10.º | 92     | [ 14 ] |
| 2013 | RUSSIAN TIME        | 14  | 11  | 8   | 4   | 5   | 26  | 11  | 25  | 3   | 6   | 8   | Ret | 20  | 11  | 5   | 9   | 3   | 5   | 6   | 14  | Ret | DNS |     |     | 10.º | 92     | [ 14 ] |
| 2014 |                     | SAK | SAK | BAR | BAR | MON | MON | SPI | SPI | SIL | SIL | HOC | HOC | BUD | BUD | SPA | SPA | MNZ | MNZ | SOC | SOC | YMC | YMC |     |     | 19.º | 18     | [ 15 ] |
| 2014 | Arden International |     |     | 8   | 3   |     |     |     |     |     |     |     |     |     |     |     |     |     |     |     |     |     |     |     |     | 19.º | 18     | [ 15 ] |
| 2014 | Caterham Racing     |     |     |     |     |     |     |     |     |     |     | 12  | 9   | 9   | 19† | 12  | 9   |     |     |     |     |     |     |     |     | 19.º | 18     | [ 15 ] |

### Campeonato Mundial de Resistencia de la FIA
(Clave) (negrita indica pole position) (cursiva indica vuelta rápida)

| Año     | Escudería                 | Clase | Automóvil            | 1   | 2   | 3   | 4   | 5   | 6   | 7   | 8   | 9   | Pos. | Puntos | Ref.   |
| ------- | ------------------------- | ----- | -------------------- | --- | --- | --- | --- | --- | --- | --- | --- | --- | ---- | ------ | ------ |
| 2015    | Signatech Alpine          | LMP2  | Alpine A450b-Nissan  | SIL | SPA | LMS | NÜR | COA | FUJ | SHA | BHR |     | 13.º | 38     | [ 16 ] |
| 2015    | Signatech Alpine          | LMP2  | Alpine A450b-Nissan  |     |     |     |     |     |     | 1   | 4   |     | 13.º | 38     | [ 16 ] |
| 2016    | Extreme Speed Motorsports | LMP2  | Ligier JS P2-Nissan  | SIL | SPA | LMS | NÜR | MEX | COA | FUJ | SHA | BHR | 27.º | 10     | [ 17 ] |
| 2016    | Extreme Speed Motorsports | LMP2  | Ligier JS P2-Nissan  |     |     |     |     | 5   |     |     |     |     | 27.º | 10     | [ 17 ] |
| 2018-19 | ByKolles Racing Team      | LMP1  | ENSO CLM P1/01-Nismo | SPA | LMS | SIL | FUJ | SHA | SEB | SPA | LMS |     | 17.º | 22.5   | [ 18 ] |
| 2018-19 | ByKolles Racing Team      | LMP1  | ENSO CLM P1/01-Nismo | 4   | Ret |     | 5   | Ret |     | 14  | Ret | Ret | 17.º | 22.5   | [ 18 ] |

### Fórmula E
(Clave) (negrita indica pole position) (cursiva indica vuelta rápida)
| Año     | Equipo                 | 1      | 2      | 3       | 4      | 5      | 6      | 7      | 8       | 9      | 10     | 11     | 12      | 13     | Pos. | Puntos |
| ------- | ---------------------- | ------ | ------ | ------- | ------ | ------ | ------ | ------ | ------- | ------ | ------ | ------ | ------- | ------ | ---- | ------ |
| 2016-17 | Venturi Grand Prix     | HKG    | MAR    | BUE     | MEX    | MON    | PAR 8  | BER 18 | BER 15  | NYC 13 | NYC 7  | MTR 10 | MTR 10  |        | 19.º | 12     |
| 2017-18 | Venturi Formula E Team | HKG    | HKG    | MAR     | SAN    | MEX    | PDE    | ROM    | PAR     | BER 13 | ZUR    | NYC 4  | NYC Ret |        | 18.º | 12     |
| 2018-19 | NIO Formula E Team     | ALD 14 | MAR 17 | SAN Ret | MEX 15 | HKG 12 | SNY 12 | ROM 15 | PAR Ret | MON 14 | BER 19 | BRN 15 | NYC Ret | NYC 13 | 23.º | 0      |
| Fuente: |                        |        |        |         |        |        |        |        |         |        |        |        |         |        |      |        |

### 24 Horas de Le Mans
| Año     | Equipo                    | Copilotos                         | Automóvil              | Clase    | Vueltas | Pos. | Pos. Clase |
| ------- | ------------------------- | --------------------------------- | ---------------------- | -------- | ------- | ---- | ---------- |
| 2018    | ByKolles Racing Team      | Oliver Webb Dominik Kraihamer     | ENSO CLM P1/01-Nismo   | LMP1     | 65      | DNF  | DNF        |
| 2019    | ByKolles Racing Team      | Oliver Webb Paolo Ruberti         | ENSO CLM P1/01-Gibson  | LMP1     | 163     | DNF  | DNF        |
| 2020    | ByKolles Racing Team      | Oliver Webb Bruno Spengler        | ENSO CLM P1/01-Gibson  | LMP1     | 97      | DNF  | DNF        |
| 2023    | Floyd Vanwall Racing Team | Esteban Guerrieri Tristan Vautier | Vanwall Vandervell 680 | Hypercar | 165     | DNF  | DNF        |
| Fuente: |                           |                                   |                        |          |         |      |            |